# Xırdapay
Xırdapay è un comune dell'Azerbaigian situato nel distretto di Kürdəmir.